# Orde van de Witte Leeuw

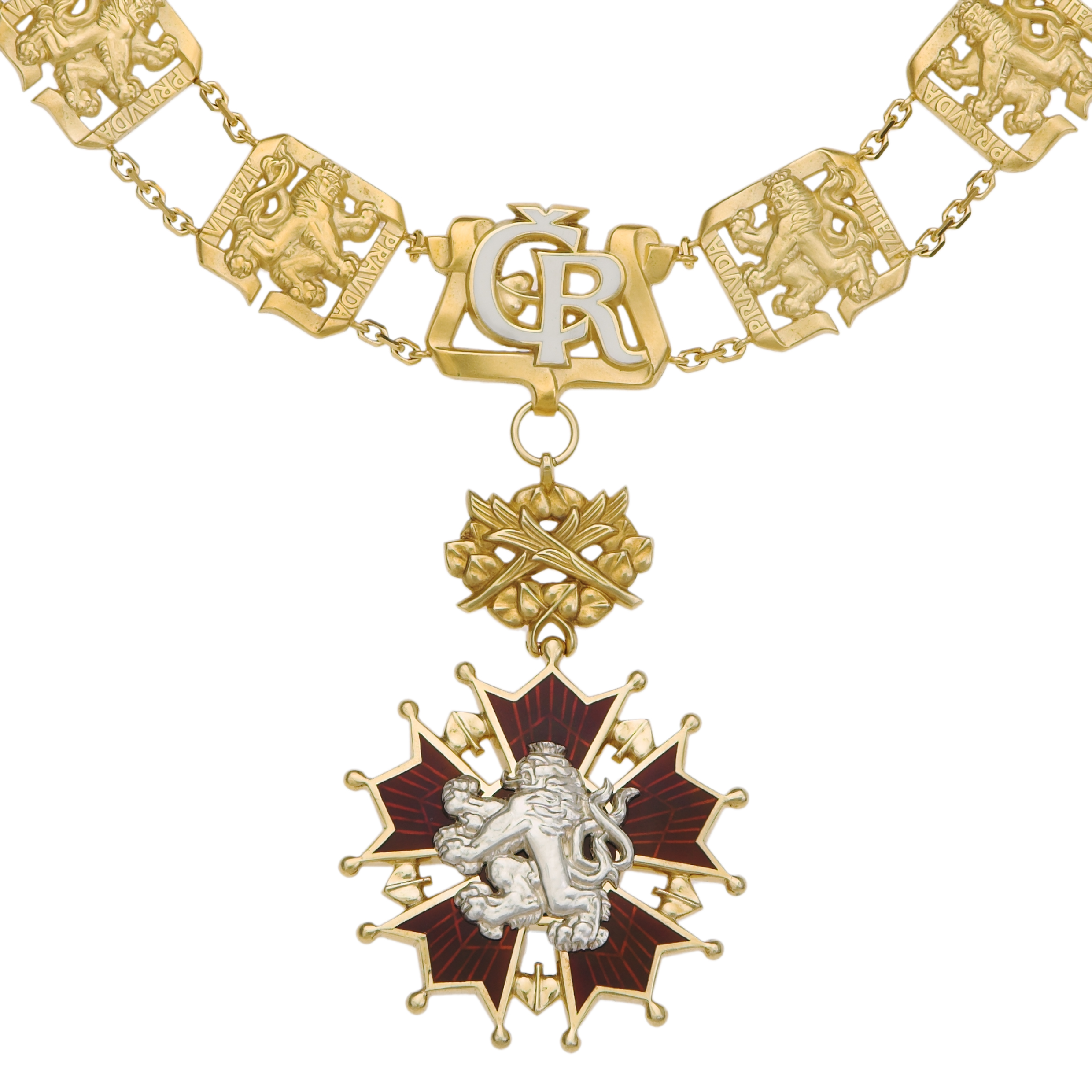
Eerste Klasse met de Keten

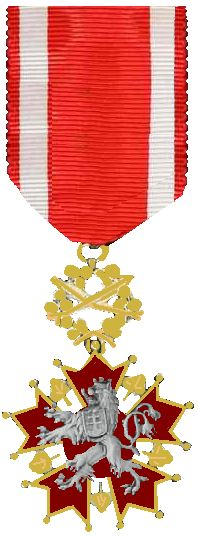
Ridderkruis uit 1922

De Orde van de Witte Leeuw (Tsjechisch: "Československý řád bílého lva"), was de hoogste, tot 1990 voor buitenlanders gereserveerde, ridderorde van Tsjecho-Slowakije en later van de Socialistische Republiek Tsjecho-Slowakije, de "ČSSR". De orde is nu de hoogste Tsjechische ridderorde. Tot in de jaren veertig bezat Tsjecho-Slowakije geen ridderorde om de verdiensten van de eigen burgers en militairen te kunnen belonen.
Na een hervorming in 1961 had de orde een keten, drie graden en een militaire en een civiele divisie.
De op 7 december 1922 opgerichte orde heeft het wapendier van Bohemen, en later ook van de Tsjecho-Slowaakse republiek als motief gekregen.

## De geschiedenis van de orde

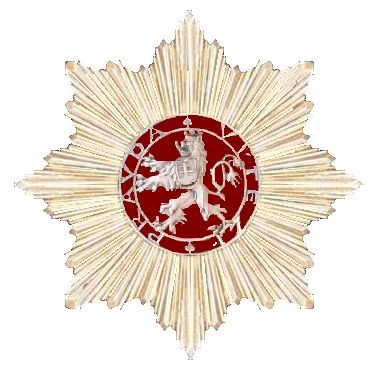
Ster 1922 - 1961

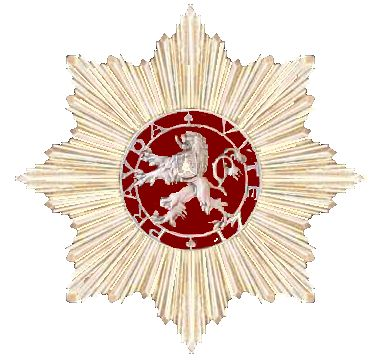
Ster 1961 - 1990

De republiek heeft een klassieke moderne orde met de in het internationale diplomatieke verkeer gebruikelijke vijf graden ingesteld. Er waren in 1921 graden die overeenkwamen met Grootkruisen, Grootofficieren, Commandeurs, Officieren en Ridders. Men bepaalde dat het aantal benoemingen beperkt zou blijven. Er werden tot 1936 maximaal 250 Grootkruisen, 400 Grootofficieren, 900 Commandeurs, 1500 Officieren en 3000 Ridders benoemd. Het aantal Grootkruisen steeg van 50 in 1922 tot 250 in 1936 maar het aantal officieren en ridders daalde juist zodat de orde die in 1924 met 8200 leden haar zenit bereikte, in 1936 tot 6050 leden was gekrompen. Aan de zilveren en gouden medailles werd geen limiet gesteld.
De keten werd in 1924 ingesteld.
In 1936 en de daaropvolgende jaren werd Tsjecho-Slowakije door het Duitse Rijk overrompeld. In 1945 kwam weer een democratische regering aan de macht, De orde werd weer toegekend en pas op 11 januari 1961 door de communistische regering hervormd. De oude graden en medailles verdwenen en het kleinood werd vereenvoudigd. Dat moest ook wel want op de keerzijde droeg elk van de armen het wapenschild van een van de landsdelen. Dat waren Bohemen, Moravië, Silezië, Slowakije en Karpathië en dat laatste gebied was in 1940 met toestemming van Hitler door Rusland geannexeerd en niet teruggegeven. De leeuw op de voorzijde verloor zijn kroon en het wapenschild van Slowakije met het patriarchale kruis op zijn borst werd door de atheïstische staat vervangen door een schild met een vlam.
De orde is in 1990 met de opsplitsing van Tsjecho-Slowakije niet verdwenen maar overgenomen door de Republiek Tsjechië. De zes rangen werden hersteld maar de medailles zijn geschrapt. Tsjechen en vreemdelingen kunnen voor verdiensten en het bevorderen van het aanzien van Tsjechië worden gedecoreerd. De Orde van Tomas Garrigue Masaryk werd ingesteld om verdiensten voor mensenrechten en democratie te belonen en voor militaire en politionele verdienste is er de Orde van Milan Rastislav Stefanik.
Bijzonder is de bepaling dat de Tsjechische president tijdens zijn ambtstermijn de keten en de andere versierselen mag dragen. Wanneer de ambtsperiode voorbij is, kunnen de kamers van het Tsjechische parlement in een resolutie bepalen dat hij versierselen en de keten ook verder mag dragen.

## De graden van de Orde van de Witte Leeuw 1921 - 1961

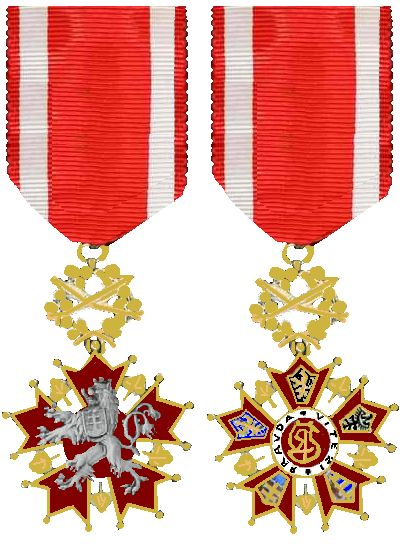
Kruis

- De Ie Klasse met de keten was voor staatshoofden gereserveerd. Behalve de keten droegen zij het kleinood aan een breed lint over de rechterschouder en de ster van de orde op de linkerborst. De keten bestond sinds 1923.

- De Ie Klasse droeg het kleinood aan een breed lint over de rechterschouder en de ster van de orde op de linkerborst.

- De IIe Klasse droeg het kleinood aan een lint om de hals en de ster van de orde op de rechterborst.

- De IIIe Klasse droeg het kleinood aan een lint om de hals.

- De IVe Klasse droeg het kleinood aan een lint met rozet op de linkerborst.

- De Ve Klasse droeg het zilveren kleinood aan een lint op de linkerborst.

- De Gouden Medaille werd aan het lint de orde op de linkerborst gedragen.

- De Zilveren Medaille werd aan het lint op de linkerborst gedragen.

Er was van 1945 tot 1990 ook een Militaire Orde van de Witte Leeuw voor de Overwinning, een aparte ridderorde die niet met de Militaire Divisie van de orde moet worden verwisseld. Deze orde kreeg na 1945 voorrang op de Orde van de Witte Leeuw.

## De graden van de Orde van de Witte Leeuw 1961 - 1990

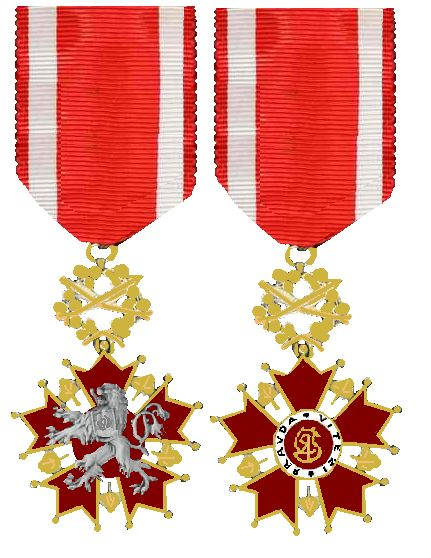
Kruis

- De Ie Klasse met de keten was voor staatshoofden gereserveerd. Behalve de keten droegen zij het kleinood aan een breed lint over de rechterschouder en de ster van de orde op de linkerborst.

- De Ie Klasse droeg het kleinood aan een breed lint over de rechterschouder en de ster van de orde op de rechterborst.

- De IIe Klasse droeg het kleinood aan een lint om de hals en de ster van de orde op de linkerborst.

- De IIIe Klasse droeg het kleinood aan een lint om de hals.

De verdeling van een orde in één, of zoals in dit geval weinig, graden is kenmerkend geweest voor het communistische systeem. In de zogenaamde socialistische orden was een orde van Verdienste met één graad de regel maar Tsjecho-Slowakije hield tot op zekere hoogte aan haar oude, Europese, tradities vast. Dat was in strijd met de egalitaire idealen van een socialistische staat, maar deze contradictie woog minder zwaar omdat de Orde van de Witte Leeuw immers gereserveerd was voor vreemdelingen en diplomaten.

## De graden van de Orde van de Witte Leeuw 1990 - heden

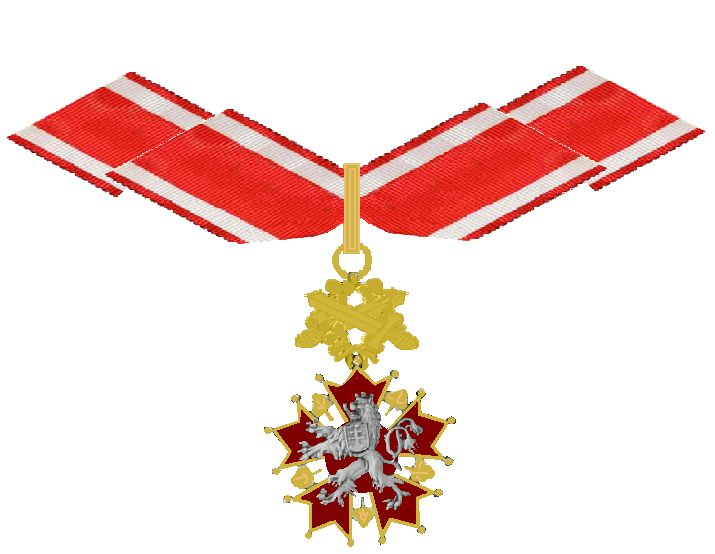
Kruis IIe Klasse

- De Ie Klasse met de keten is voor staatshoofden gereserveerd. Behalve de keten dragen zij het gouden kleinood[2] aan een breed lint over de rechterschouder en de ster van de orde op de linkerborst. De keten bestond sinds 1923.

- De Ie Klasse draagt het gouden kleinood aan een breed lint over de rechterschouder en de ster[3] van de orde op de linkerborst.

- De IIe Klasse draagt het gouden kleinood aan een lint om de hals en een kleinere ster[4] van de orde op de rechterborst.[5]

- De IIIe Klasse draagt het gouden kleinood aan een lint om de hals.

- De IVe Klasse draagt het kleine gouden kleinood[6] aan een lint met rozet op de linkerborst.

- De Ve Klasse draagt het kleine zilveren kleinood aan een lint op de linkerborst.

De medailles keerden niet meer terug in het decoratiestelsel.

## De twee divisies

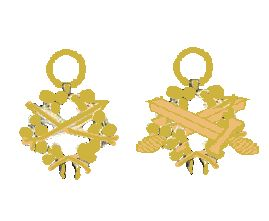
Verhogingen

De orde wordt in een militaire en in een Civiele Divisie toegekend. Het verschil is de gouden verhoging boven het kleinood. Een krans van lindebladeren, de nationale boom, met daarin òfwel gekruiste korte zwaarden, men spreekt in beschrijvingen van "Romeinse zwaarden" of twee palmtakken. De sterren, kruisen en linten van beide divisies zijn gelijk.

De hervormingen van de orde in 1961 en 1990 hebben voor de verhogingen waarmee de twee divisies worden aangeduid geen gevolgen gehad. De verhoging is steeds half zo hoog als het kleinood dat daaronder hangt. Als verbinding tussen lint en verhoging is een gouden, of zilveren, ring gebruikt. De verbinding tussen verhoging en kleinood is een bolvormig scharniertje.

## De versierselen (1922 - 1961)

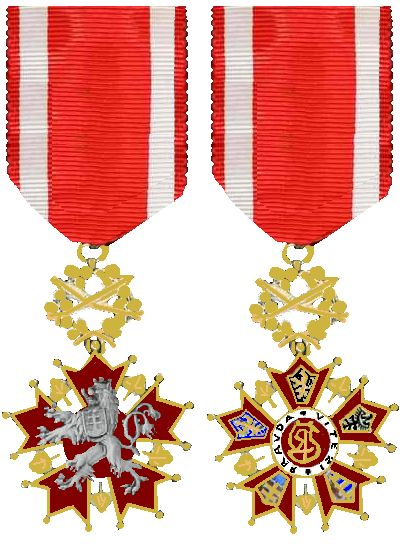
Kruis

Het kleinood was een vijfpuntig donkerrood geëmailleerd gouden kruis. Elk van de armen had drie met ballen bezette punten. Op het kruis was een grote "plastische" witzilveren klimmende leeuw geplaatst. Deze leeuw had de kenmerkende dubbele staart zoals de Boheemse koningen die voerden en die al op de Lüneburger vouwtafel, werd afgebeeld.

Op de borst van de leeuw was een klein, niet geëmailleerd wapenschild met een patriarchaal kruis geplaatst.

Tussen de armen van het kruis waren kleine gouden lindebladeren gemonteerd. Op de keerzijde stond in het medaillon "ČR" en op de ring "PRAVDA VÍTĚZÍ. De armen droegen de wapens van de vijf landsdelen waren versierd werden na 1961 rood geëmailleerd.
De keten heeft twintig schakels, om en om ongeëmailleerde monogrammen "ČSSR"" en geëmailleerde ronde wapenschilden met een met de witte leeuw beladen veld van keel (rood). In de heraldiek zijn zilver en wit gelijk.

Aan een centraal medaillon met lichtgroene lindebladen en witte, in elkaar verstrengelde letters kan het kleinood worden bevestigd.
De ster was van zilver en had acht punten. Het centrale rode medaillon droeg de witte leeuw. Op de rode zilvergerande ring was het motto van de orde "PRAVDA VÍTĚZÍ" (Nederlands: "De waarheid overwint"), afgebeeld.De verhoging had de vorm van een gouden, of bij het ridderkruis zilveren, krans.
De medailles waren rond en droegen op de voorzijde de Boheemse leeuw en op de keerzijde het monogram "CS".
Het lint was rood met twee witte strepen.

## De versierselen (1961 - 1990)

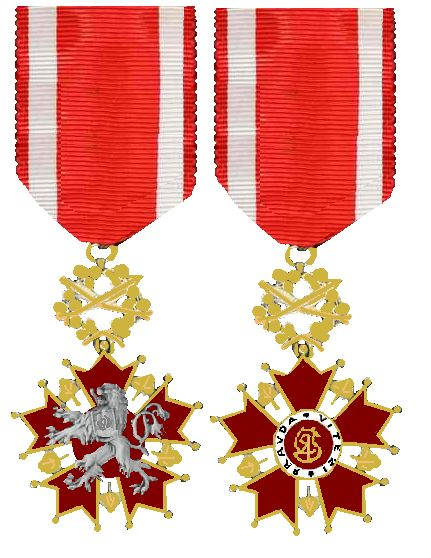
Kruis

Het kleinood was een vijfpuntig donkerrood geëmailleerd gouden kruis. Elk van de armen had drie met ballen bezette punten. Op het kruis was een grote witzilveren klimmende leeuw geplaatst. De kroon van de leeuw werd door de Volksrepubliek in 1961 geschrapt. Het wapenschild met het Slowaakse patriarchenkruis op de borst van de leeuw werd door een schildje met een vlam vervangen.

Tussen de armen van het kruis waren kleine gouden lindebladeren gemonteerd. Op de keerzijde stond in het medaillon het monogram van de nieuwe staat "ČSSR" en op de ring "PRAVDA VÍTĚZÍ. De armen die tot 1961 met de wapens van de vijf landsdelen waren versierd werden na 1961 rood geëmailleerd.

Het monogram was beduidend kleiner dan het monogram van de republiek dat het hele medaillon op de keerzijde had gevuld.
De keten had twintig schakels, om en om ongeëmailleerde monogrammen "ČSSR"" en geëmailleerde ronde wapenschilden met een met de witte leeuw beladen veld van keel (rood). In de heraldiek zijn zilver en wit gelijk.

Aan een centraal medaillon met lichtgroene lindebladen en witte, in elkaar verstrengelde letters kon het kleinood worden bevestigd.
De ster was van zilver en had acht punten. Het centrale rode medaillon droeg de witte leeuw. Op de rode zilveromrande ring stond het motto van de orde "PRAVDA VÍTĚZÍ" (Nederlands: "De waarheid overwint"), een motto waar de communistische machthebbers veel spijt van hebben gekregen.
Het lint was rood met twee witte strepen.

## De versierselen (1990 - heden)

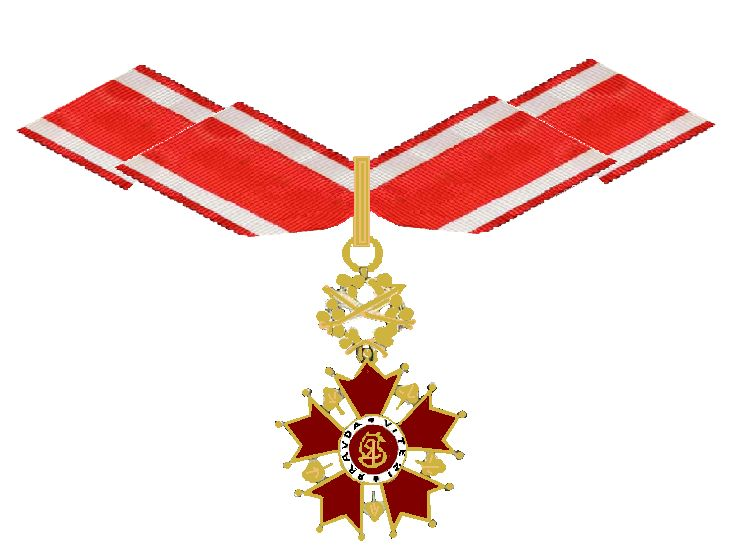
Keerzijde van het kruis 1990

In 1990 keerden de versierselen van de orde zoals die vóór 1961 bestonden gedeeltelijk weer terug. De leeuw kreeg weer een kroon en op de keten kreeg nu het monogram "ČR" ("Česká republika") op witte schilden. Het monogram van de socialistische staat verdween uiteraard ook van de keerzijde van alle versierselen. De wapens van de vijf landsdelen keerden niet op de keerzijde van de orde van de nu veel kleinere republiek terug.
Bij bevordering in de orde moeten de insignia van de lagere graad aan de Tsjechische president worden teruggezonden. Bij overleden mogen de erfgenamen de kleinoden, die allen genummerd zijn, houden. Het onbevoegd dragen van de versierselen, of imitaties daarvan, is een overtreding en wordt met een geldboete gestraft.
De nabestaanden van de postuum gedecoreerden krijgen geen insignia maar alleen het diploma van de orde uitgereikt.

## Gedecoreerde personen

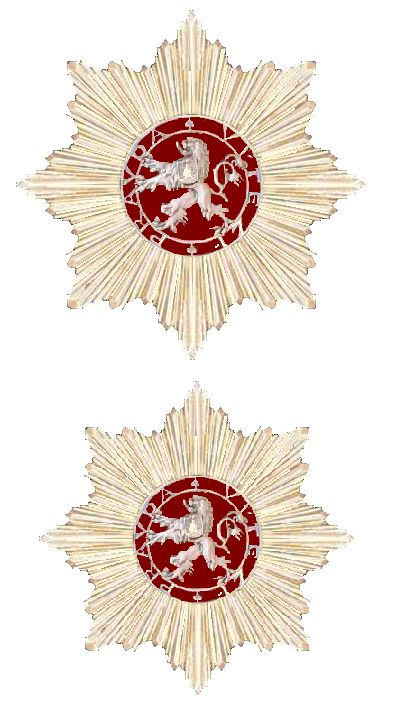
Sterren van de Ie en IIe Klasse uit de communistische periode.

De Joegoslavische Maarschalk Tito was drager van een aantal Tsjecho-Slowaakse onderscheidingen. Zo werd hij op 22 maart 1946 Grootlint in de Orde van de Witte Leeuw en ontving hij diezelfde dag de Eerste Klasse van de Militaire Orde van de Witte Leeuw "voor Overwinning". Bij een later bezoek op 26 september 1964 werd hij met Keten en Grootlint in de Orde van de Witte Leeuw, dus de Eerste Klasse met Keten, onderscheiden. Tsjecho-Slowakije onderscheidde ook Brezhnev, Honecker, Nicolae Ceauşescu en andere Oostblokleiders in de Orde van de Witte Leeuw.
Na de bevrijding van het communisme heeft Tsjechië een bijzonder decoratiebeleid gevoerd. Men heeft de politieke leiders van de westerse landen tijdens de koude oorlog, soms postuum, geëerd en de tal van postume onderscheidingen aan de helden van de Tsjecho-Slowaakse strijd tegen het fascisme verleend. De communistische strijders tegen de Duitse bezetting waren door de Volksrepubliek Tsjecho-Slowakije al met onderscheidingen als de Militaire Orde van de Witte Leeuw voor de Overwinning, het Partizanenkruis en de Orde van Jan Zizka van Trochnova gedecoreerd, de Tsjecho-Slowaakse piloten bij de Britse luchtmacht waren vaak "vergeten" en velen van hen werden zelfs vervolgd.

Daarnaast zijn er de gebruikelijke benoemingen van staatshoofden en politieke en militaire leiders.
Staatshoofden
- Zijne Majesteit Juan Carlos I 1995
- Zijne Excellentie Ezer Weizman 1996
- Hare Majesteit Elizabeth II 1996
- Zijne Excellentie Jacques Chirac 1997
- Zijne Excellentie William Jefferson Clinton 1998
- Zijne Excellentie Johannes Rau 2000
- Zijne Excellentie Aleksander Kwaśniewski 2004
- Zijne Majesteit Filip van België 2025

Zij ontvingen allen de Burgerlijke Divisie, Eerste Klasse met de Keten.
- Václav Havel

Burgerlijke Divisie, Eerste Klasse met de Keten, 2003

Václav Havel kreeg de keten door het Tsjechische parlement bij zijn afscheid toegekend.

Andere staatshoofden moesten het zonder de keten stellen. Dat was omdat zij op het moment van de verlening niet meer in functie waren.
- Mikhail Sergejevich Gorbacev

Burgerlijke Divisie, Eerste Klasse, 1999
- George Bush Burgerlijke Divisie, Eerste Klasse, 1999
- Ronald Reagan

Burgerlijke Divisie, Eerste Klasse, 1999
- Lech Wałęsa

Burgerlijke Divisie, Eerste Klasse, 1999
- Richard von Weizsäcker

Burgerlijke Divisie, Eerste Klasse, 2003
Politieke leiders, geestelijken en burgers
- J.E. Bernardin Kardinaal Gantin

Burgerlijke Divisie, Tweede Klasse, 1996
- Madeleine K. Albright

Burgerlijke Divisie, Eerste Klasse, 1997
- Javier Solana

Burgerlijke Divisie, Tweede Klasse, 1998
- Helmut Kohl

Burgerlijke Divisie, Eerste Klasse, 1999
- Zijne Eminentie Joachim Kardinaal Meisner

Burgerlijke Divisie, Derde Klasse, 1998
- Barones Margaret Thatcher

Burgerlijke Divisie, Eerste Klasse, 1999
- Simon Wiesenthal

Burgerlijke Divisie, Derde Klasse, 1999
- Rudolf Pernicky

Militaire Divisie, Derde Klasse, 2007
Generaal Rudolf Pernicky was een van de leiders van het verzet tegen de Duitse bezetter. In 1948 werd hij door de communistische regering van Tsjecho-Slowakije gearresteerd en in een schijnproces tot 20 jaar dwangarbeid veroordeeld. Hij overleefde de uraniummijnen en werd door de democratische Tsjechische regering gerehabiliteerd. Hij wijdde zijn Orde van de Witte Leeuw aan de "honderden door de communisten vervolgde oorlogsveteranen die hetzelfde lot had getroffen".
- Gevechtsvliegers František Fajtl DFC en Rudolf Severin Krzak DFC

Militaire Divisie, Derde Klasse

Ook zij werden vervolgd en later gerehabiliteerd.
- Rudolf Hrubec

Militaire Divisie, Derde Klasse

Hrubec trainde in Engeland de Tsjecho-Slowaakse commando's die de SS'er Reinhard Heydrich uit de weg ruimden.
Militaire leiders

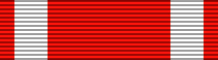
lint van de orde

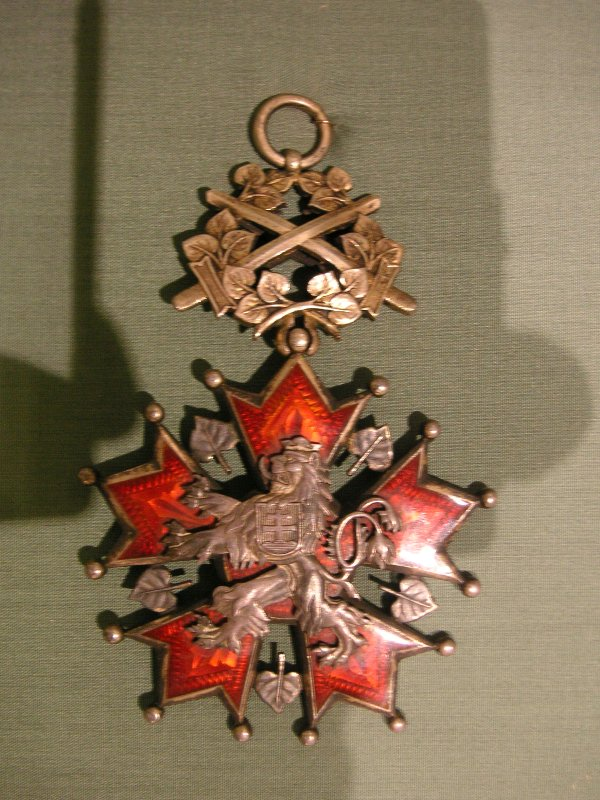
Kleinood van generaal Sikorsky, jaren dertig. De leeuw lijkt niet van het gebruikelijke zilver maar van goud te zijn.

In het interbellum werden tal van officieren, vooral in de Roemeense en Poolse strijdkrachten gedecoreerd met de Orde van de Witte Leeuw. Een van het was de Poolse generaal en latere premier Władysław Sikorski. Zijn insignes zijn in een Pools museum tentoongesteld.
De Poolse regering heeft na de bevrijding van het land door Amerikaanse en Sovjettroepen, de Amerikanen hebben het westen van Bohemen bevrijd, de Sovjets veroverden Praag, ook veel geallieerde officieren de Orde van de Witte Leeuw verleend. Na de communistische machtsovername werden vooral de Sovjets met onderscheidingen bedacht.
De Tsjechische regering heeft tal van officieren, in de eigen strijdkrachten en in de commandoposten van de NAVO onderscheiden. Wij noemen
- Generaal George A. Joulwan

Militaire Divisie, Tweede Klasse, 1997
- Generaal John M. D. Sjalikasjvili

Militaire Divisie, Derde Klasse, 1998
Beiden waren "Supreme Allied Commander Europe" (SACEUR) en daarmee de hoogste NAVO-bevelhebbers.
Postume benoemingen
- Majoor Jaroslav Kratky, postuum

Militaire Divisie, Vierde Klasse, 1998
- Generaal-majoor Bedrich Neumann, postuum

Militaire Divisie, Derde Klasse, 1997. Generaal Neumann (1888 - 1964) was de aanvoerder van de Tsjechische en Slowaakse soldaten die in 1918 uit Russische gevangenschap terugkeerden en een belangrijke rol speelden bij het oprichten van een onafhankelijk Tsjecho-Slowakije. Hij vluchtte in 1948 naar Londen.
- François Mitterrand, postuum

Burgerlijke Divisie, Eerste Klasse, 14 maart 1990
- Olof Joachim Palme, postuum

Burgerlijke Divisie, Eerste Klasse, 2000
- * Brigadegeneraal Josef Robotka, postuum

Militaire Divisie, Derde Klasse, 1997
- Majoor Generaal Frantisek Slunecko, postuum

Militaire Divisie, Derde Klasse, 1998
- Majoor-generaal Vilem Stanovsky, postuum

Militaire Divisie, lll. trida, 2000
- Generaal Sergei Vojcechovsky, postuum

Militaire Divisie, Derde Klasse, 1997
- Veleslav Wahl, postuum

Burgerlijke Divisie, Tweede Klasse, 1995
- Kolonel (B.D.) Josef Bryks, postuum

Militaire Divisie, Tweede Klasse, 2006. Jisef Bryks (1916 - 1957) was een van de Tsjechische piloten die vanuit ook Engeland de nazi's bestreden. Ook hij werd na de communistische machtsgreep in zijn land vervolgd.
- Brigadegeneraal Josef Bartik, postuum

Militaire Divisie, Derde Klasse, 1998
- Willy Brandt, postuum

Burgerlijke Divisie, Eerste Klasse, 2000
- Brigadegeneraal (B.D.) Josef Bursik, postuum

Militaire Divisie, Eerste Klasse, 2005. Generaal Bursik was in 1948 uit een communistische gevangenis ontsnapt en wist naar het westen te vluchten. De communistische regering noemde de verzetsman een "verrader", de onderscheiding is zijn rehabilitatie.
- Brigadegeneraal George Patton

Militaire Divisie, Eerst Klasse, 27 juli 1945
- Brigadegeneraal Antonin Mikulas Cila, postuum

Militaire Divisie, Tweede Klasse, 1998
- Alexander Dubček, postuum

Burgerlijke Divisie, Eerste Klasse, 2003
- Brigadegeneraal Josef Duda, postuum

Militaire Divisie, Derde Klasse, 2002
- Generaal Antonin Hasal, postuum

Militaire Divisie, Tweede Klasse, 1995
- Kapitein Rudolf Hrubec, postuum

Militaire Divisie, Eerste Klasse, 2007
- Brigadegeneraal Josef Hyhlik, postuum

Militaire Divisie, Derde Klasse, 1998
- Generaal Bedrich Homola, postuum

Militaire Divisie, Tweede Klasse, 1998
- Bruno Kreisky, postuum

Burgerlijke Divisie, Eerste Klasse, 2000
- Luitenant Generaal Severin Krzak, postuum

Militaire Divisie, Derde Klasse, 2004
- Generaal Alois Elias, M. Sc., postuum

Militaire Divisie, Eerste Klasse, 1996. De postume onderscheiding en de staatsbegrafenis in 1996 zijn bedoeld als eerherstel van generaal Alois Eliáš (29 september 1890 – 19 juni 1942). Elias was tegelijk premier van de machteloze regering in het Duitse Protectoraat Bohemen en Moravië en verzetsstrijder. Hij werd in 1942 na de moord op Heydrich gefusilleerd.